# Farciminaria aculeata
Farciminaria aculeata är en mossdjursart som beskrevs av George Busk 1852. Farciminaria aculeata ingår i släktet Farciminaria och familjen Farciminariidae. Inga underarter finns listade i Catalogue of Life.